# Stora Höghults naturreservat
Stora Höghults naturreservat är ett naturreservat i Färgelanda kommun och Uddevalla kommun i Västra Götalands län.
Området är naturskyddat sedan 2019 och är 44 hektar stort. Reservatet ligger nordost om Uddevalla. Reservatet består av barrskog med träd i flera olika höjd- och storleksklasser. På höjderna växer mest tall och gran i lägre terräng. Det växer även i mindre omfattning asp, björk, klibbal, rönn, hassel och ek. 